# Heizwerkführer
In der Schweiz genannte Heizwerkführer, in Deutschland Kesselwärter, in Österreich auch Dampfkesselwärter oder Heizer, nachstehend allgemein als Heizwerkführer bezeichnet, werden dort eingesetzt, wo in großen Mengen Wärmeenergie benötigt oder erzeugt wird.

## Berufsbild
Heizwerkführer arbeiten beispielsweise in Dampf- oder Heißwasseranlagen, in Kraftwerken, Kehrichtverbrennungsanlagen, Fernheiz- und Kraft-Wärme-Kopplungsanlagen, Wäschereien, Chemischen Reinigungen, in vielen Lebensmittel-, Chemie- und Textilbetrieben und nicht zuletzt auf Schiffen oder anderen dampfbetriebenen Maschinen.
Sie betreiben und unterhalten die Systeme, überprüfen deren Qualität und Sicherheit und führen kleinere Wartungsarbeiten durch, um einen reibungslosen Betrieb zu gewährleisten. Heizwerkführer überprüfen zudem auch die Wasserqualität in den Kesseln und deren Wasseraufbereitung. Hierfür führen sie bestimmte chemische Analysen durch. Zudem nehmen sie feuerungstechnische Kontrollmessungen vor, um die Qualität der Verbrennung zu beurteilen und bei Bedarf zu optimieren, und überwachen die Anlagen mit sicherheitstechnischen Messungen.
Diese Tätigkeiten verlangen von den Berufsleuten Verständnis für die technischen Zusammenhänge sowie äußerste Sorgfalt und Verantwortungsbewusstsein, da die Wärmeträger – Öle, Gase, Wasser oder Dampf – meist unter hohem Druck und hohen Temperaturen vorhanden sind.